# Tropoaldo
Tropoaldo era un borgo fortificato di epoca medievale, appartenuto alla contea di Ariano. Di esso rimangono i ruderi della dimora baronale, il cosiddetto castello del Fiego (ossia "del feudo" in dialetto irpino).

## Storia
Non si sa quando il borgo fu edificato, anche se era già citato nel Catalogo dei baroni di epoca normanna  (XII secolo). Sicura è invece l'etimologia, poiché Tropoaldo era un nome personale germanico, probabilmente longobardo. Certa è anche la localizzazione: l'antico centro sorgeva infatti su un poggio alla sinistra idrografica del fiume Ufita, presso cui doveva esservi un guado o più probabilmente un ponticello onde agevolare i collegamenti con Ariano, sede comitale. L'importanza di tale passaggio doveva essere notevole, poiché lo stesso fiume Ufita era talvolta detto "Tropoaldo"; del resto nella Tabula rogeriana del 1154 era chiaramente delineato un lungo itinerario che collegava la Puglia e la stessa Ariano con Apice, con successivo proseguimento verso Benevento, Avellino e Salerno. Sotto il profilo religioso Tropoaldo dipendeva dalla diocesi di Ariano ed era amministrata da un presbitero locale; ciò fa altresì presupporre l'esistenza di un'antica chiesa, della quale però non rimane alcuna traccia.
Al tempo di primi Angioini (secoli XIII-XIV) vi risiedette personalmente la contessa Minora da Ariano, da cui il toponimo "Contessa" tuttora attribuito alla contrada arianese situata presso l'opposta sponda del fiume Ufita, ove la nobildonna possedeva i suoi terreni. Si ignora quando e perché il borgo fu distrutto. Sembra che nel XVIII secolo la località (detta volgarmente Tripualto, benché ormai da lungo tempo disabitata) fosse ricompresa nel territorio comunale di Bonito; in epoca contemporanea risulta però inclusa nella contrada Cupazzo di Apice, sia pur a stretto confine con i territori comunali di Ariano Irpino, Bonito e Melito Irpino.